# Clôture
Pour les articles homonymes, voir Clôture (homonymie).
 (mars 2008).
Si vous disposez d'ouvrages ou d'articles de référence ou si vous connaissez des sites web de qualité traitant du thème abordé ici, merci de compléter l'article en donnant les références utiles à sa vérifiabilité et en les liant à la section « Notes et références ».

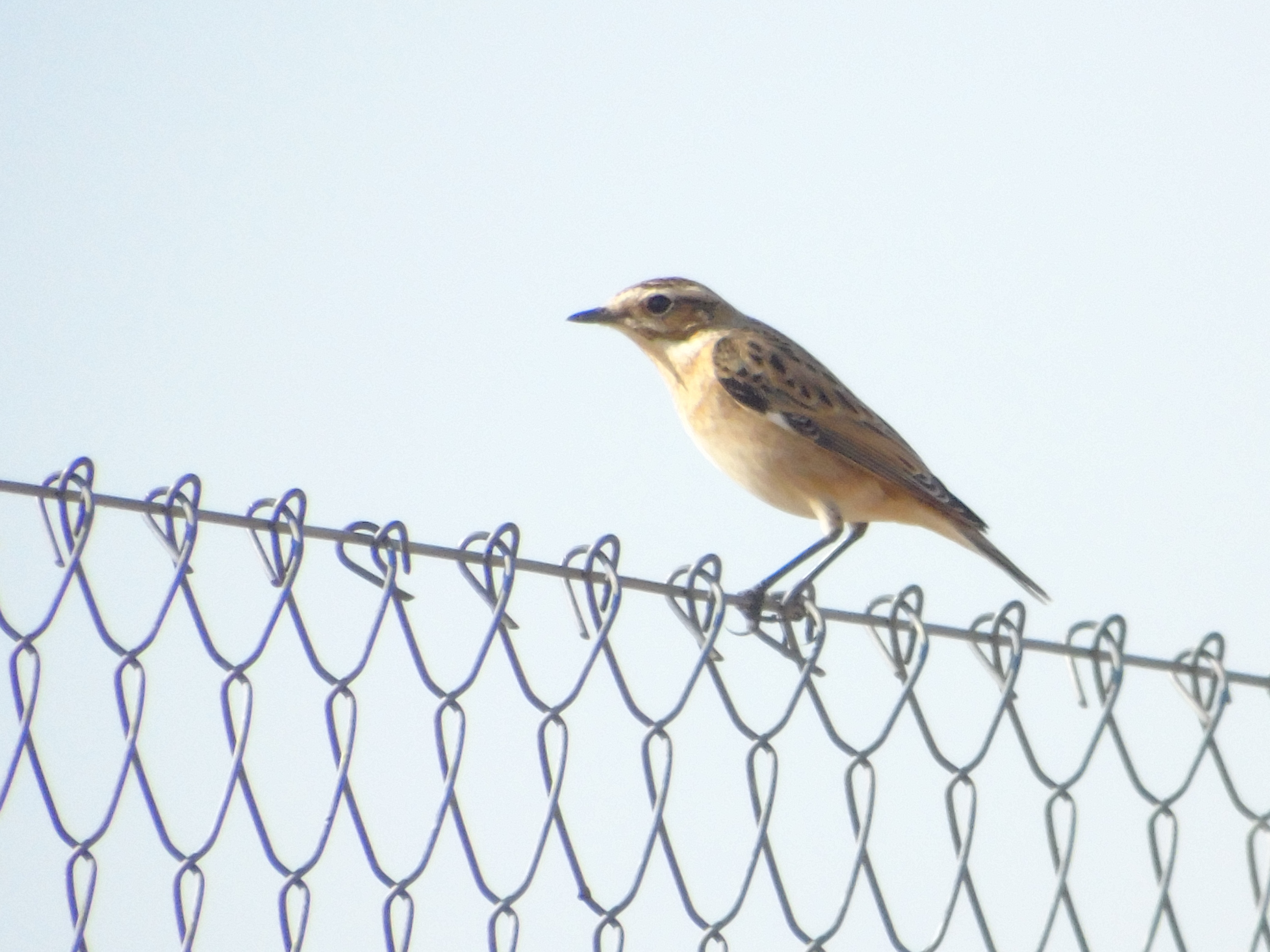
Grillage métallique souple en Espagne.

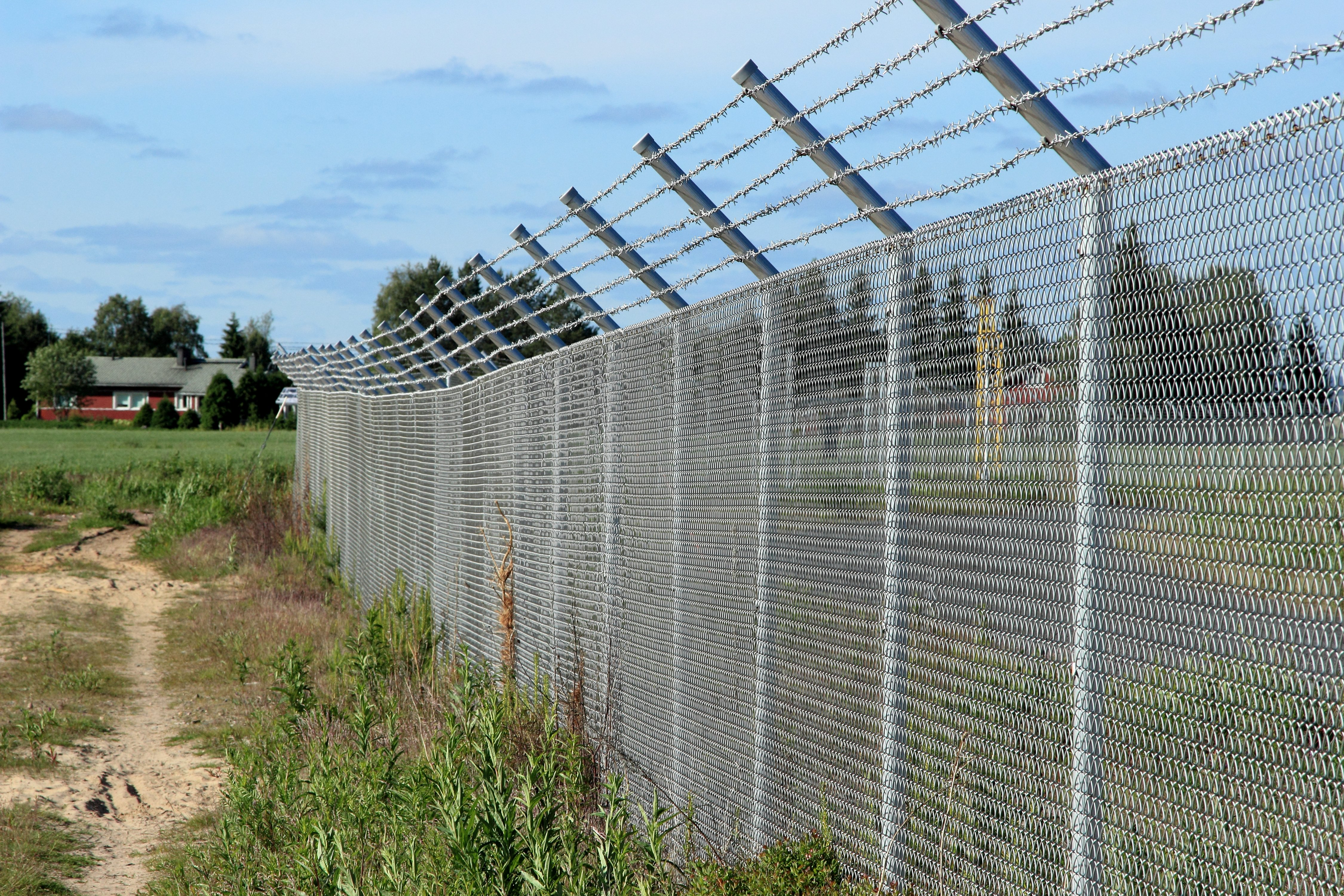
Clôture défensive en Finlande.

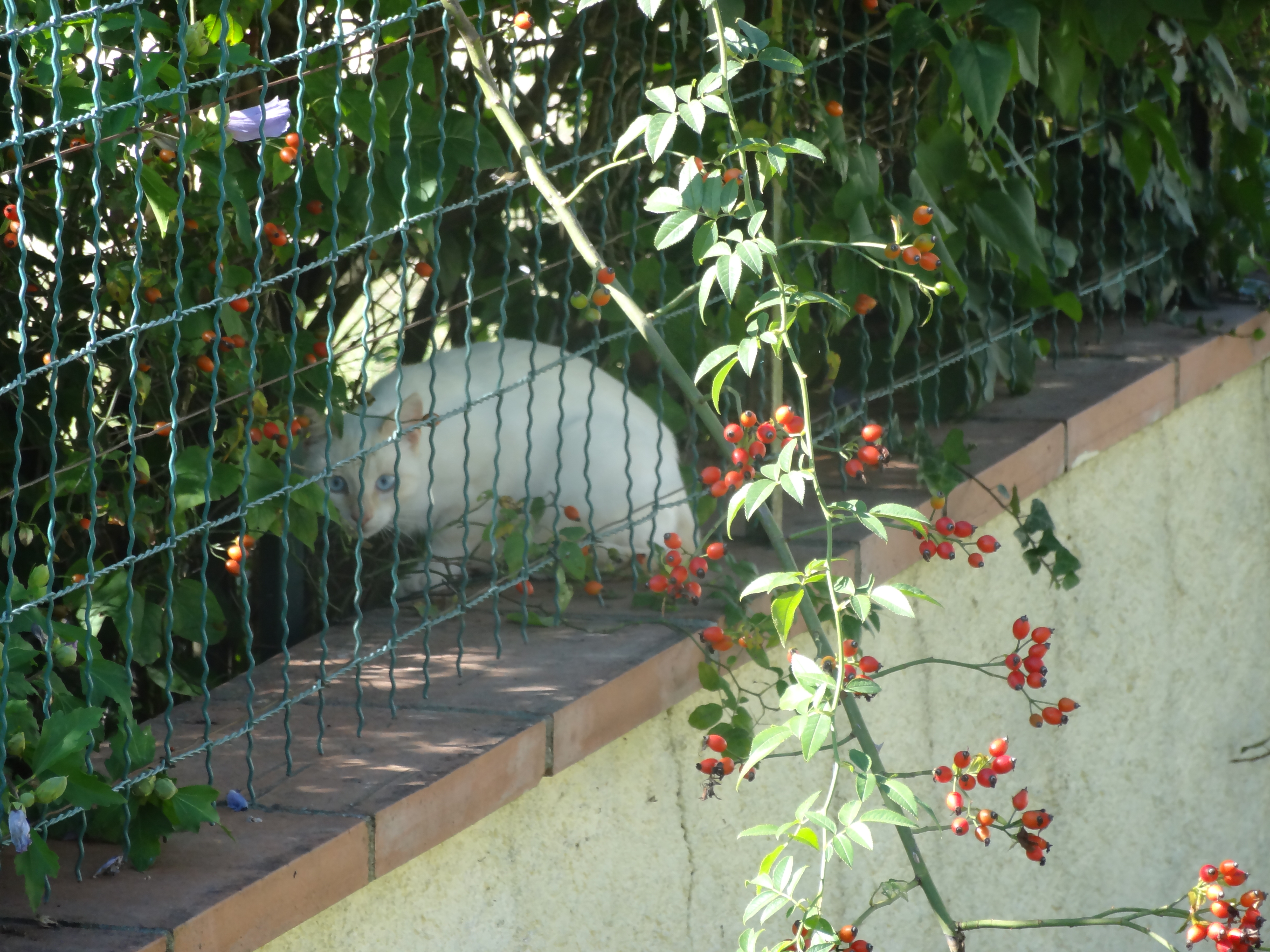
Clôture séparative mitoyenne en France.

Une clôture est un dispositif matériel enceignant une parcelle bâtie ou non. Elle est faite de la main de l'homme afin de délimiter visuellement un périmètre pour tenter d'empêcher des personnes ou des animaux d'y entrer ou d'en sortir. Cette fonction peut aussi être assurée par un fossé ou une haie. On parle de palissade ou claustra lorsque la clôture est entièrement faite de pieux et/ou de planches.

## Fonctions
Une clôture peut avoir une ou de multiples fonctions :
- matérialiser un site, une propriété, une frontière ;
- assurer la sécurité, par exemple en empêchant des pénétrations animales et/ou humaines sur un site privé, militaire ou dangereux (ex. piscine à protéger des enfants risquant de s'y noyer)
- en forêt ou en zone sylvicole, elle peut, les 10 premières années environ permettre ou accélérer la régénération forestière dans une zone où une densité anormale d'herbivores la menacerait (en l'absence de régulation par des grands carnivores par exemple) ;
- dans un jardin ou en milieu agricole, une clôture peut protéger un potager, un verger, des cultures contre des lapins ou rongeurs indésirables, ou contre « les dégâts du grand gibier » ou au contraire protéger un poulailler ou des élevages de gibier (que l'on trouve aussi parfois en forêt)[2] ;
- dans les régions où une chasse, éventuellement à vocation commerciale, au grand gibier tend à remplacer la chasse traditionnelle du petit gibier (en Sologne, dans le Grand-Est par exemple en France), un phénomène dit de « solognisation » décrit un phénomène d'engrillagement croissant induit à la fin du XXe siècle et au début du XXIe siècle par la création de nombreux et parfois vastes enclos de chasse, de parcs de chasse, d'élevages cynégétiques…[2]
- signaler la présence provisoire d'un chantier dont l'accès est réservé aux personnes ou engins autorisés.

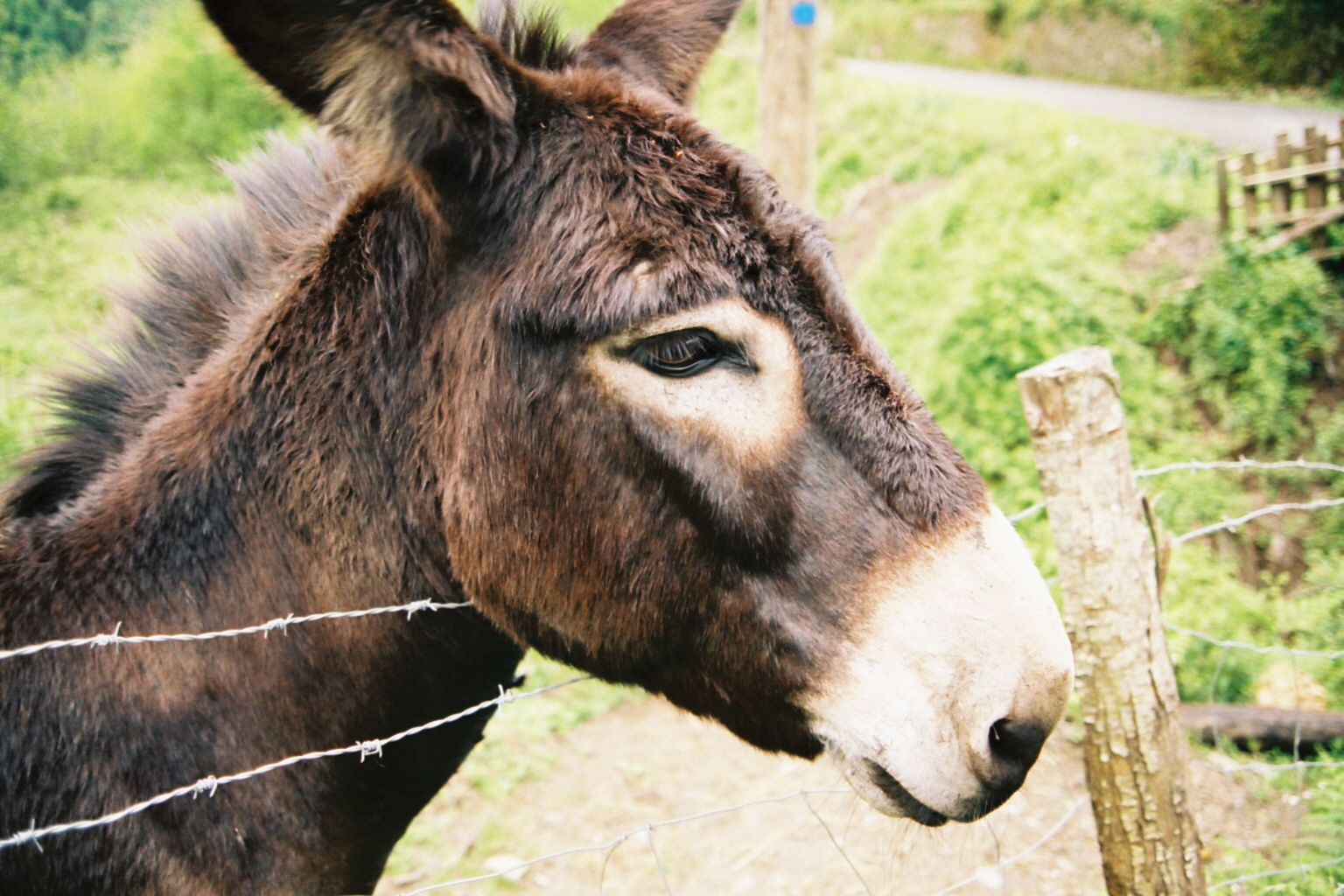
La clôture fonctionnelle des éleveurs est destinée à garder ou guider le bétail et certains animaux domestiques.
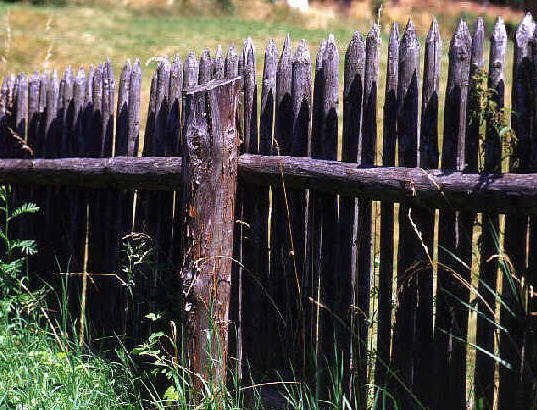
Palissade de jardin, aux pointes et à la hauteur symbolique plus que défensive.
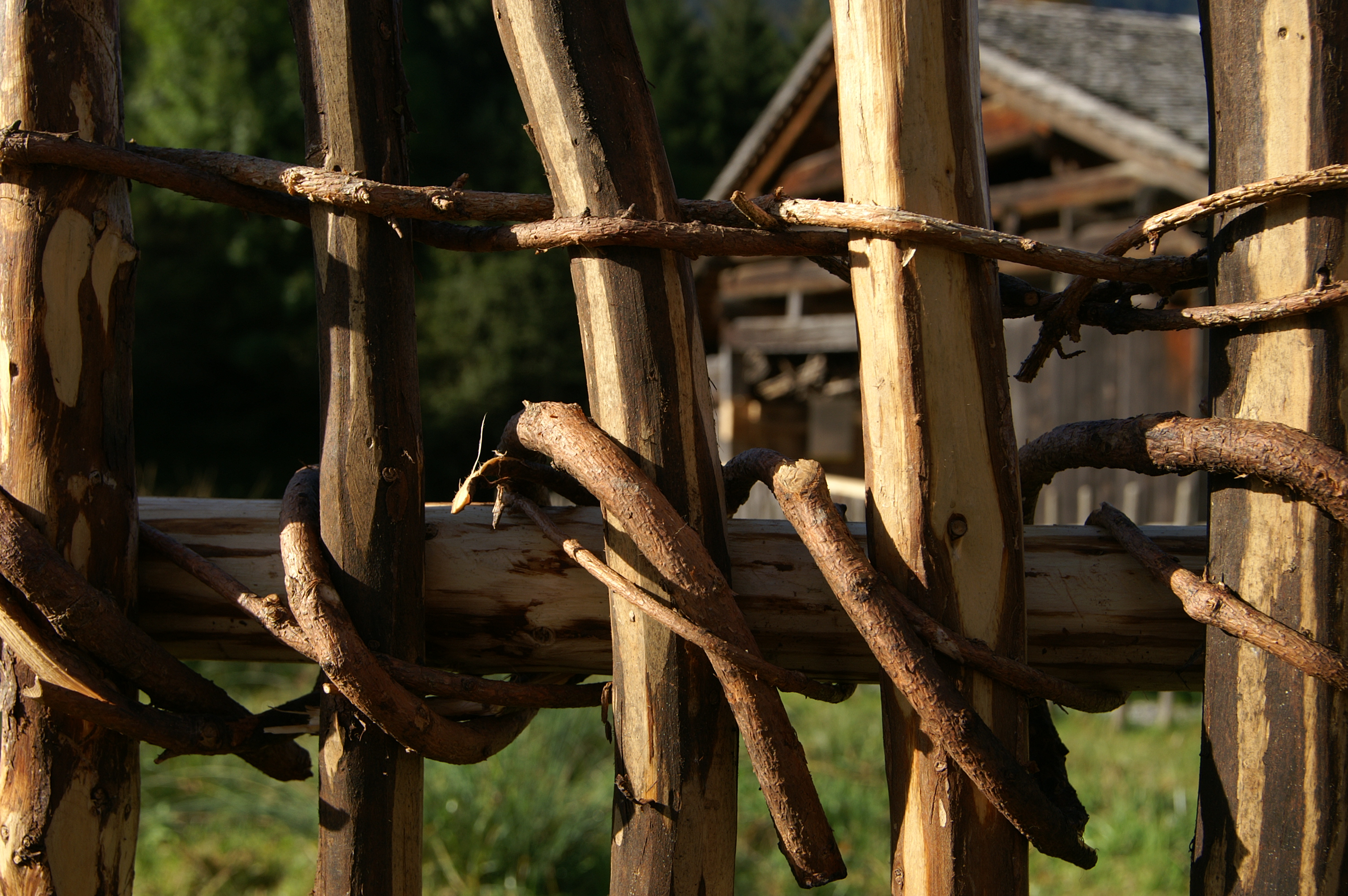
Exemple de clôture entièrement construite à partir de bois, sans clous ni cordes, dans le Vorarlberg (Autriche).
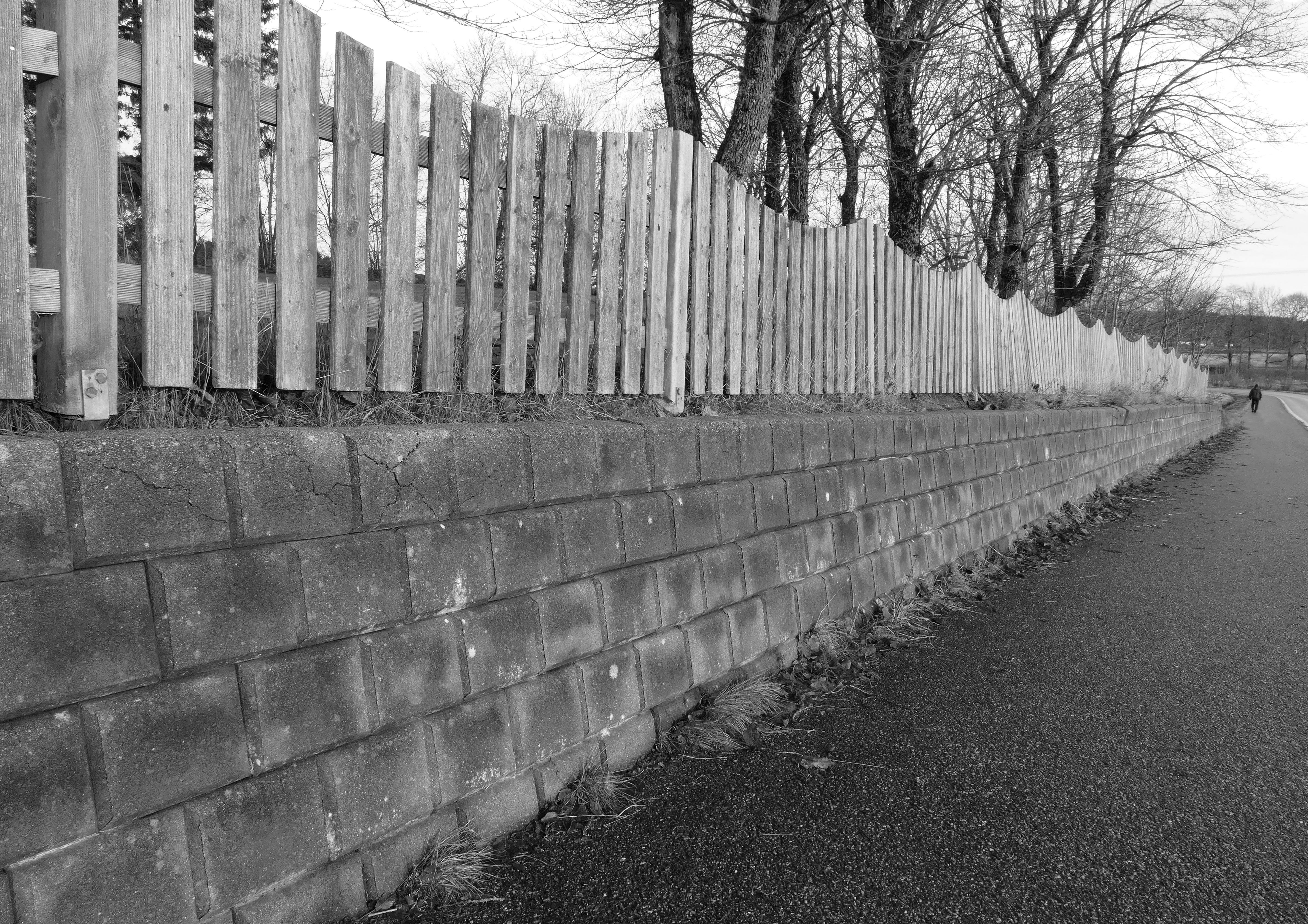
Clôture ondulante à Brastad, Suède. Décembre 2016.

## Réglementation juridique
Dans sa fonction de protection de biens publics ou privés, la clôture fait l'objet de réglementations de droit.
Ainsi, en France, « tout propriétaire peut clore son héritage, sauf l'exception portée en l'article 682 », qui concerne l'accès (servitude de passage) à un territoire ou une parcelle enclavée). 
Le 25 juillet 1986, une circulaire du ministère de l'équipement a défini la clôture comme pouvant « être constituée de murs, qu'elle qu'en soit la hauteur, de portes, de portails, d'ouvrages à claire-voie en treillis, de peaux, de palissade, d'ouvrages métalliques, grilles, herses, barbelés, mais aussi de haies vives et de fossés ».
Une autre circulaire (21 août 1978) ajoute qu'elle sert à « enclore un espace, le plus souvent à séparer deux propriétés : propriété privée et domaine public ou deux propriétés privées. Elle est alors élevée en limite séparative des deux propriétés ».
Pour le Code de l'urbanisme « ne constitue pas en revanche une clôture (…) un ouvrage destiné à séparer différentes parties d'une même unité foncière en fonction de l'utilisation par le même propriétaire de chacune d'elles… à l'inverse, un ouvrage séparant plusieurs parcelles d'une même unité foncière mais dont les droits sont mis en œuvre par différents utilisateurs (par contrat de bail ou autres…) constitue une clôture au sens du code de l'urbanisme »… cependant rappellent le CGEDD (Conseil général de l'environnement et du développement durable) et le CGAAER (Conseil général de l'alimentation, de l'agriculture et des espaces ruraux) dans un rapport, sur les impacts de l'engrillagement des propriétés forestières : « contrairement à ce qui peut parfois être allégué, le droit de se clore n'est pas un droit absolu. Le principe et les modalités de la clôture ne sont pas à la discrétion du propriétaire. Ainsi, certains types de clôtures constituent un abus de droit touchant aux libertés fondamentales (usus/fructus/abusus) diminuant la destination universelle des biens, diminuent la liberté de circulation des personnes, ou peuvent provoquer un trouble anormal de voisinage qui, dans certains cas, constituent un préjudice matériel et certain, malgré les notions d'antériorité (seuil d'anomalie et nuisances avérées) ». Le code rural et le code de l'urbanisme notamment réglementent ces aspects en France.
En France, les lois Grenelle et leurs outils d'application font que désormais « les auteurs du PLU (plan local d'urbanisme)) ont la faculté d'imposer pour les clôtures "des caractéristiques permettant de préserver ou remettre en état les continuités écologiques". Les communes sont enfin habilitées à fixer des modèles de clôtures ».

## Sociologie

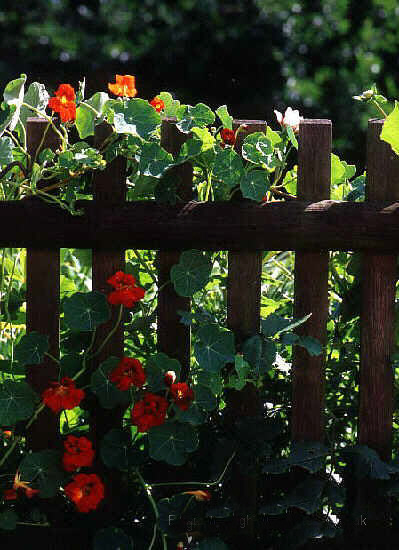
La clôture de jardin est typique des cultures basées sur la propriété privée. Elle délimite et marque un territoire, mais est souvent associée à des fleurs colorées (ici des capucines) qui atténuent le message hostile qu'elle pourrait porter.

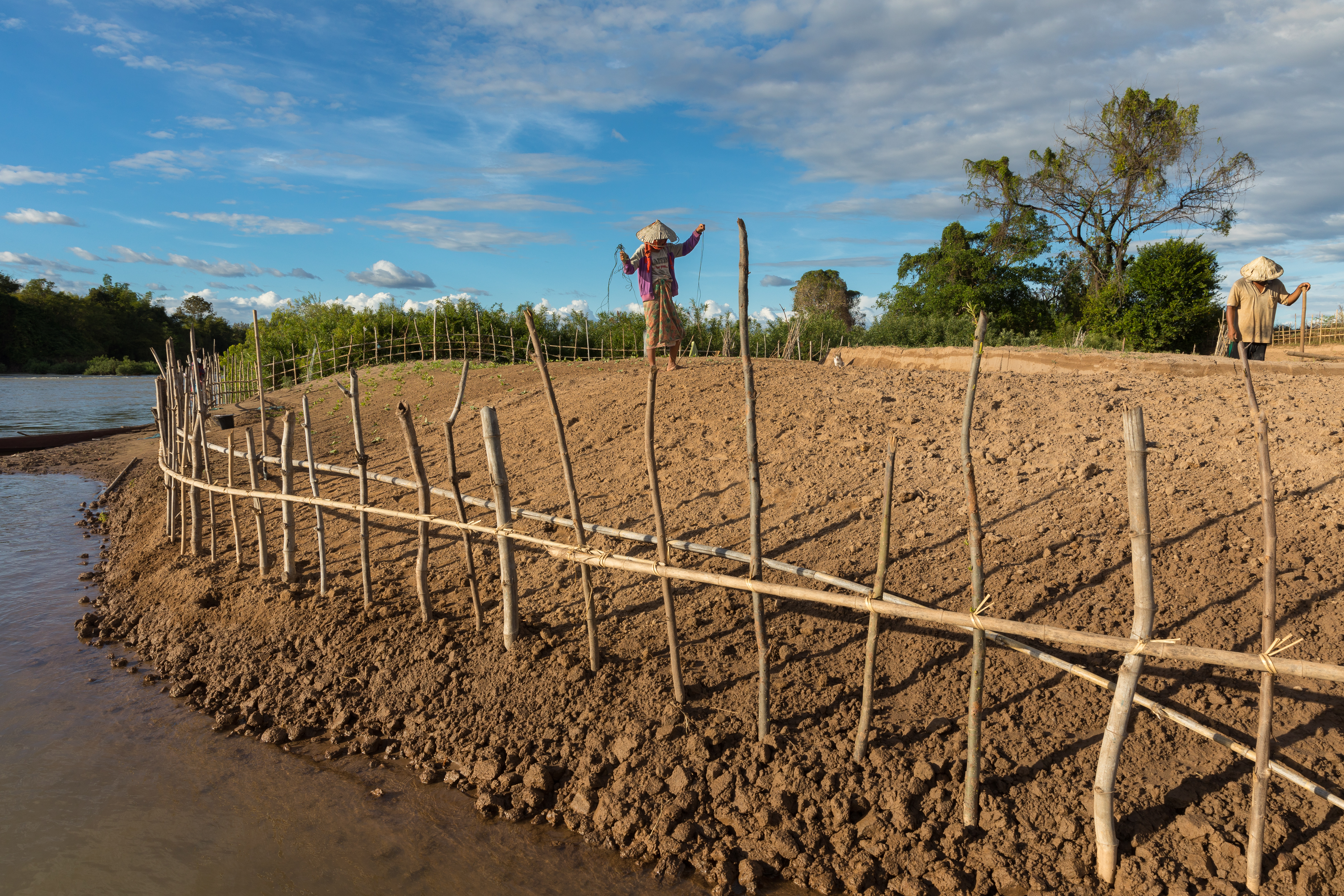
Clôture en bois sur une berge du Mékong, autour d'une petite île cultivée près de Don Loppadi, à Si Phan Don, Laos, avec un couple travaillant.

Pour l'historien ou le sociologue, la clôture quand elle n'a pas pour stricte utilité d'enfermer des animaux ou de se protéger d'animaux sauvages ou domestiques, peut traduire le besoin d'intimité, une marque de pouvoir ou de propriété, le degré de confiance en autrui ou envers ses voisins, ou encore une certaine relation à l'environnement (ressenti comme plus ou moins hostile, à juste titre ou non).
Destinée à l'animal ou à l'homme, ou parfois à se protéger d'esprits (dans certaines traditions animistes), elle peut être solide et matérielle (du mur fortifié au barbelé électrifié) ou très symbolique.

## Clôture et écologie

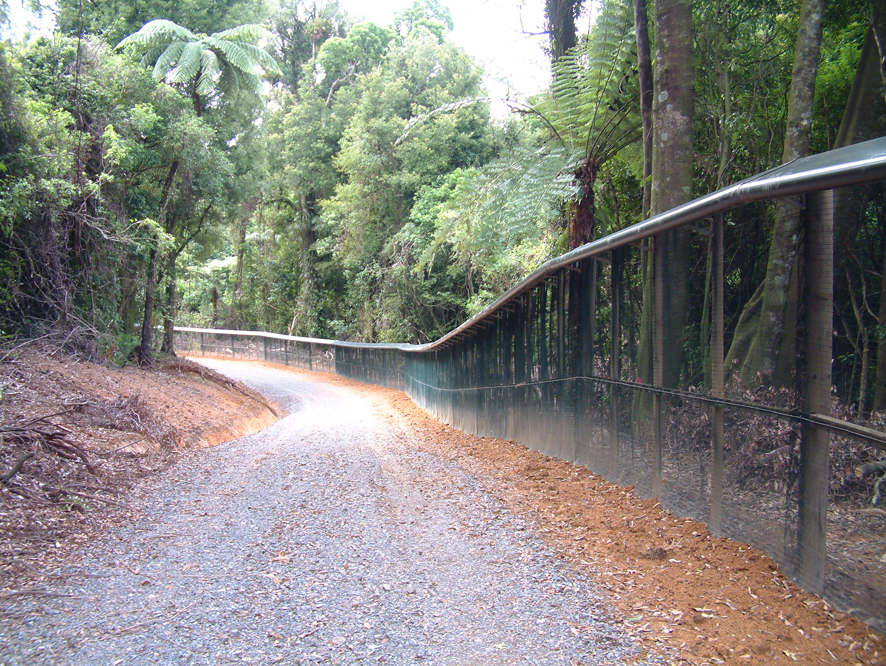
Cette clôture étanche à la plupart des espèces non volantes, longue de 47 km protège la réserve naturelle néozélandaise des Monts Maungatautari des nombreuses espèces invasives introduites dans ce pays. Ici, la fragmentation écopaysagère a été préférée au risque de disparition d'espèces endémiques

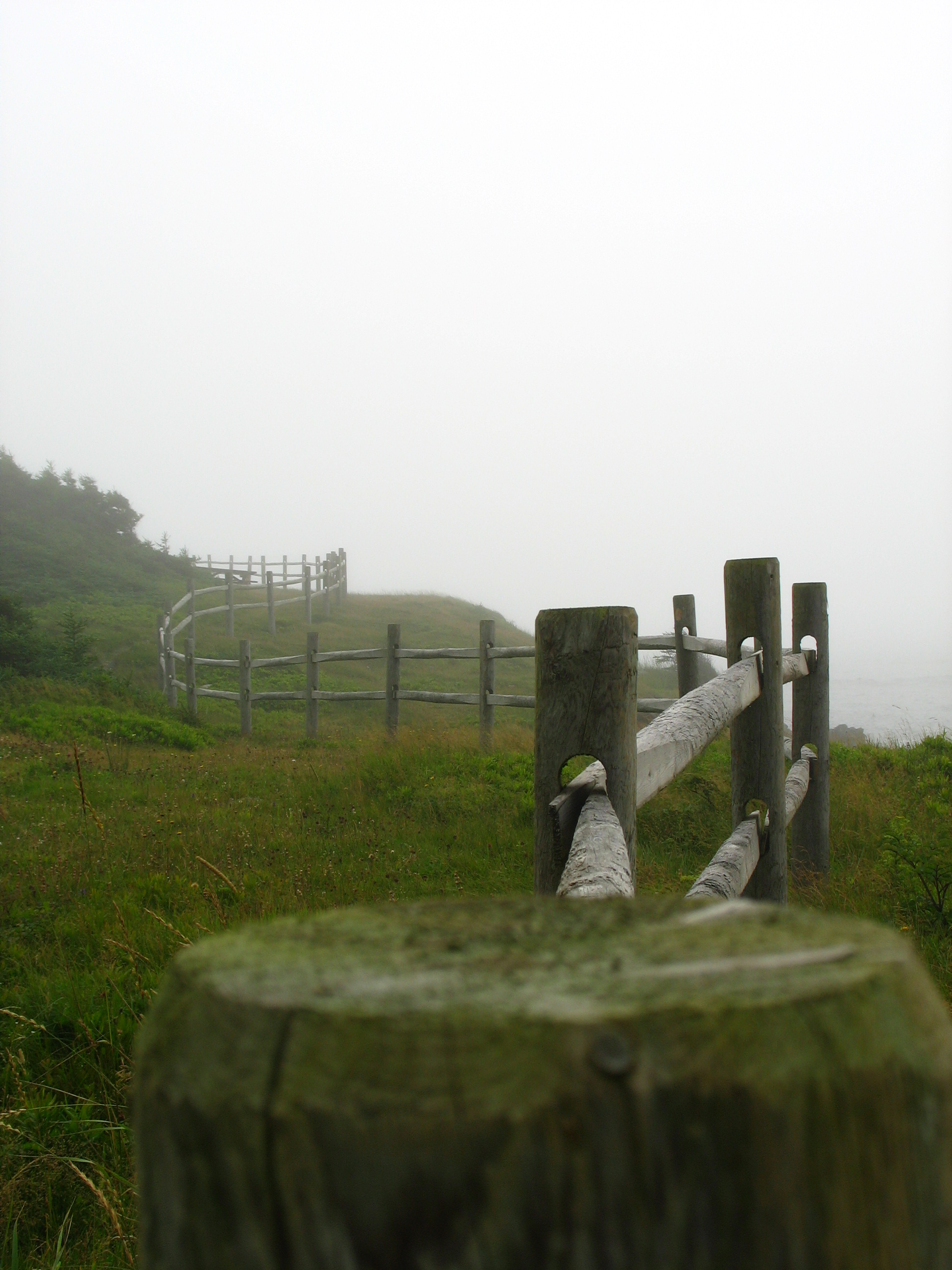
Ce type de clôture reste perméable à la plupart des espèces, mais le bois traité peut être source de pollution et problématique au moment de son recyclage.

La clôture est aussi un élément structurant du jardin individuel, public ou d'entreprise.
En fragmentant le paysage et les écosystèmes, certains types de clôtures peuvent poser de graves problèmes écologiques. S'ajoutent à ce phénomène des pollutions locales de sol liées aux produits (créosote, fongicides et insecticides de synthèse) et/ou mélanges de métaux lourds longtemps utilisé pour traiter le bois des clôtures (arsenic, cadmium, cuivre).
De telles barrières écologiques ont existé à grande échelle dès l'antiquité avec par exemple les limes romaines, le mur d'Hadrien ou la Grande Muraille de Chine qui constituaient de réels obstacles pour les armées, mais aussi pour une partie de la faune.
Au XXIe siècle, la plus grande clôture du monde est australienne, la « barrière à dingos », coupant presque l'île en deux.
Certaines clôtures ne forment pas de barrière matérielle perceptible dans le paysage : une barrière canadienne est infranchissable pour de nombreuses espèces ou permet d'interrompre des clôtures de type grillage, sans besoin de poser des portes. Ces systèmes sont souvent utilisés pour les entrées de parcs naturels ou de réserves naturelles. Elles restent un facteur de fragmentation écologique pour les mammifères non volants.
Un fossé plein d'eau constitue une barrière pour de nombreuses espèces. C'est ainsi qu'on limite les enclos de la plupart des animaux dans les zoos. Certains bâtiments HQE ainsi clôturés, leur fossé joue le rôle de réserve-tampon d'eau.
Pour des raisons esthétiques ou économiques (mur végétal) ou écologiques, les clôtures peuvent être végétalisées, ce qui atténue dans le second cas leur impact en termes de fragmentation écopaysagère.
Certaines clôtures sont des parcs mobiles, voire de véritables cages que l'on déplace avec les animaux, auxquels on préférer des clôtures électriques mobiles ou des filets de plastique, plus légers et pratiques. Elles peuvent aussi protéger un champ, des arbres, une pisciculture ou une parcelle forestière en régénération naturelle contre des animaux pouvant y faire des dégâts (castor, sanglier, héron, cormoran…).

## Matériaux
Une clôture peut être construite selon plusieurs procédés et matériaux :
- haie (plessage),
- vannerie (closerie, treillage, clayonnage, nattes, ganivelle) en feuilles, ou chaumes de roseaux, joncs, osiers, bambous, etc.
- bois,
- grillage ou fil de fer barbelé,
- fer forgé, fonte,
- maçonnerie (briques, parpaings, bloc de béton, pierre, etc.)
- dalles de pierres dressées, généralement en schiste ou granit, appelées palis.

Une clôture peut devenir en outre défensive en étant électrifiée.

## Points faibles

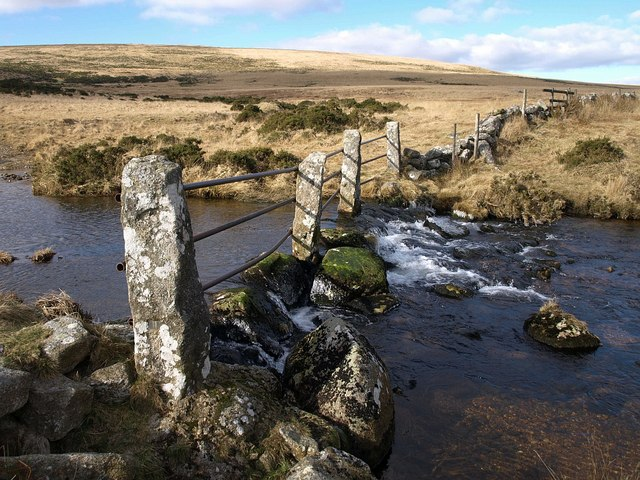
Clôture ancienne à poteaux de pierre, traversant la rivière North Teign, rendue ici possible par l'absence d'arbres et d'embâcle dans un paysage très ouvert.

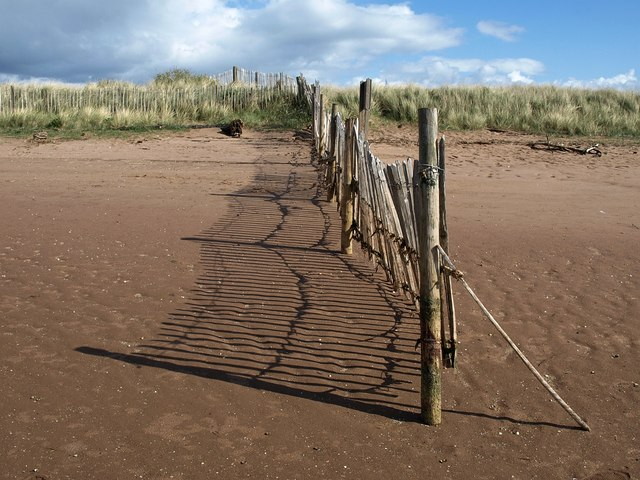
En période de basses eaux ou de sécheresse, une clôture perd de sa fonctionnalité (ici : Dawlish Warren, Royaume-Uni).

Les faiblesses de la clôture (étanchéité) peuvent être dues à la présence d'un cours d'eau, d'une berge ou d'un sol accidenté et rocheux, qui empêche d'enfouir la base de la clôture ou de la prolonger.